# 西洋江镇
西洋江镇，是中华人民共和国湖南省邵陽市隆回县下辖的一个乡镇级行政单位。

## 行政区划
西洋江镇下辖以下地区：
张家庙社区、新潮社区、双江口村、远山村、田心桥村、新东村、苏河村、星月村、石塘村、砚田村、里仁村、中车村、田凼村、湖桥村、茶岭村、大岭村、东湾村、金湾村、米家村、碧山村、永宁村、枫木岭村、樟麂塘村、星子坪村、岚麓村、水西村、长塘村和拱桥村。